# Fender Bronco
La Fender Bronco è una chitarra elettrica prodotta da Fender nel periodo che va dal 1967 fino al 1981. La Bronco è concepita come modello destinato ai chitarristi principianti e venduta a basso prezzo, una caratteristica di tutte le chitarre della famiglia Mustang.

## Caratteristiche Tecniche
La chitarra è caratterizzata da un corpo e un manico simile a quelli della Fender Mustang, ma con un solo pick-up e la leva del tremolo leggermente diversa. A differenza delle altre varianti Mustang, la chitarra è stata progettata con una tastiera di 24 pollici, una caratteristica che ha particolarmente soddisfatto gli aspiranti con le mani più piccole. L'unico pick-up è situato nella zona vicino al ponte diversamente dalla Musicmaster che ha un pick-up nella zona del manico e dalle Mustang e Duo-Sonic che hanno due pick-up.
La leva del tremolo non ebbe successo secondo la Fender, e fu adottata solo dalla Bronco. A volte viene chiamata con nomi non ufficiali: il vibrato d'acciaio della Fender oppure il Bronco Trem. Ha tuttavia degli ammiratori, ma nessun chitarrista famoso, a parte Alex Turner degli Arctic Monkeys, l'ha mai usata.
La bronco era prodotta di solito con il manico di acero, la tastiera di palissandro e il corpo di ontano.
La chitarra ha due controlli, uno per il volume e l'altro per il tono.
La Bronco in sé non è mai stata particolarmente popolare ed ora è abbastanza rara.

## Curiosità
- Mick Taylor, chitarrista dei Rolling Stones, ha usato la Bronco per il videoclip di "It's Only Rock 'n' Roll (But I Like It)", canzone tratta dall'album It's Only Rock 'n' Roll.
- Il chitarrista e cantante Andy Partridge dei XTC suona una Bronco nei video di "Making Plans For Nigel" e "Life Begins At The Hop".
- Omar Rodríguez-López, chitarrista dei The Mars Volta e dei At the Drive-In, è ritratto con una Bronco sulla copertina dell'album Acrobatic Tenement.
- Il frontman Alex Turner degli Arctic Monkeys suona una Bronco nera del 2007 nel video "Brianstorm"
- Alex Turner degli Arctic Monkeys ha usato la Bronco anche nel tour del 2007 e del 2011.